# Coiffeur
« Coiffeuse » redirige ici.  Pour le meuble, voir Coiffeuse (meuble).
Une coiffeuse ou un coiffeur est une personne formée pour couper, coiffer et entretenir les cheveux. Elle peut travailler dans un salon de coiffure, à son domicile ou chez son client. Les types de coiffures, les techniques et les outils employés sont nombreux et varient selon le mandat qui lui est confié.
Ce métier requiert une bonne résistance physique car il demande de rester debout toute la journée. Le coiffeur doit aussi posséder un sens artistique et savoir bien communiquer afin d'accueillir et de conseiller convenablement ses clients. Dans certains pays, il joue aussi couramment le rôle de barbier.

## Historique
Dès l'Antiquité, il existe des échoppes en Grèce et à Rome où les hommes viennent se faire couper les cheveux, les femmes se faisant coiffer à domicile. Au Moyen Âge, la corporation des barbiers-chirurgiens réalise ces tâches. À mesure que les chirurgiens réalisent des interventions plus importantes, ils abandonnent à leurs élèves ou du moins à ceux les moins instruits, l'art de raser et de faire le poil. En France, par un édit publié au mois de novembre 1691, Louis XIV sépare officiellement le métier de coiffeur de celui barbier-chirurgien en institutionnalisant la communauté des barbiers-chirurgiens et celle des barbiers-baigneurs-étuvistes-perruquiers qui se déplacent à domicile. Les salons de coiffure n'apparaissent qu'à la fin du XIXe siècle. Ils sont au départ réservés aux hommes. Martha Matilda Harper ouvre le premier salon de coiffure pour femmes à Rochester en 1888[réf. nécessaire].

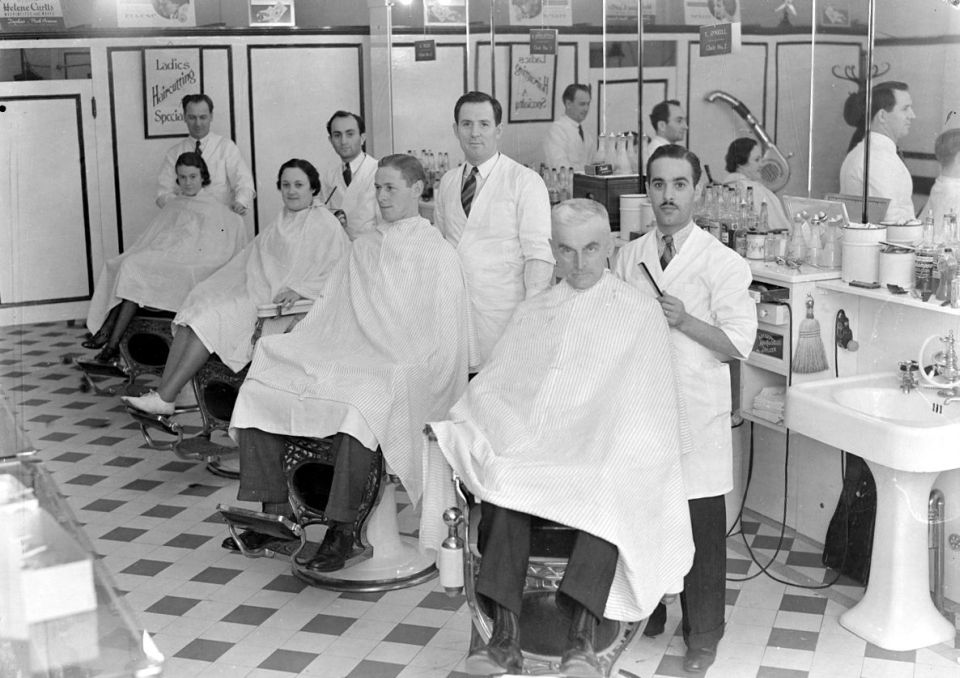
Salon de coiffure à Montréal au Canada, en 1938.
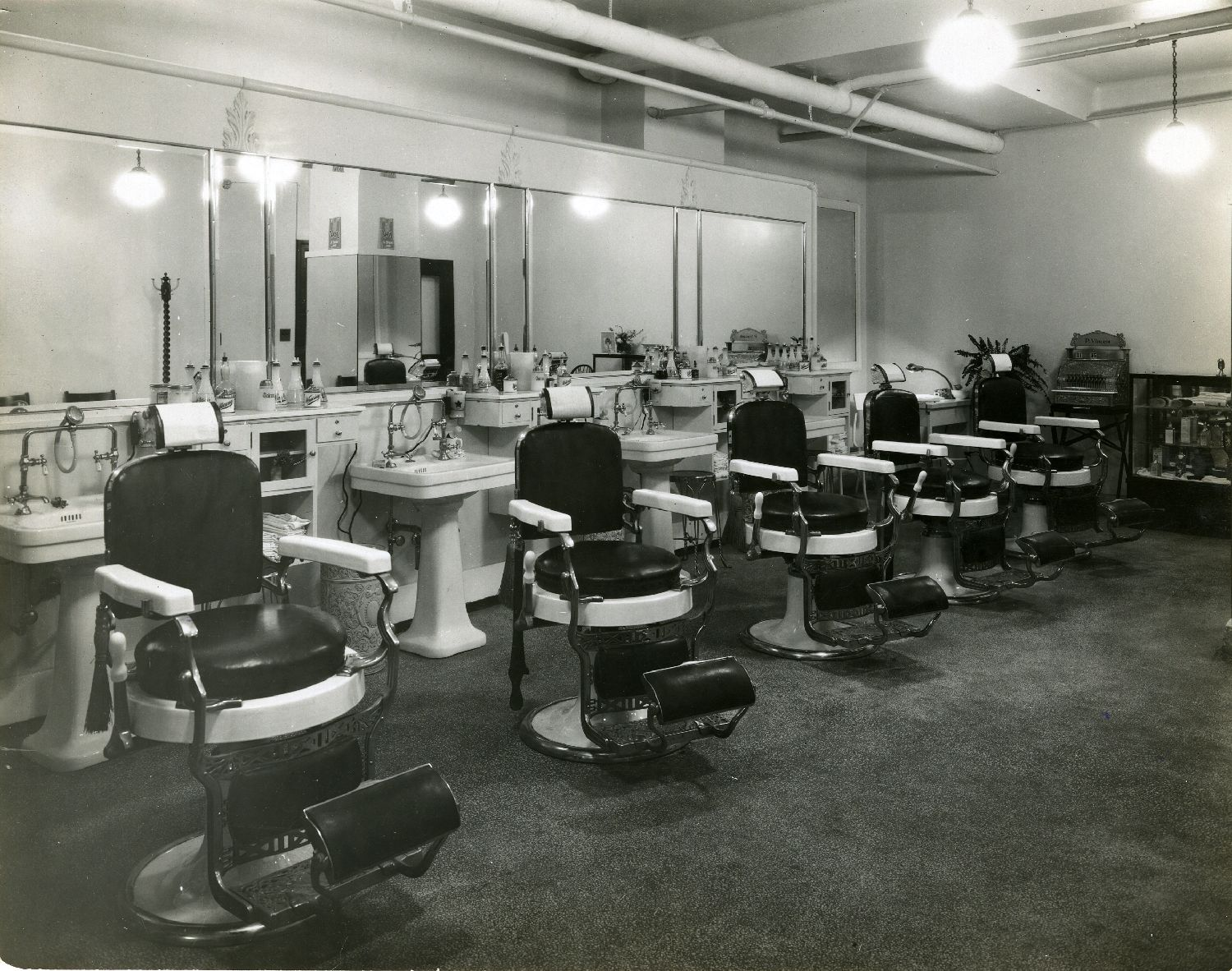
Intérieur d'un salon de coiffure, Canada, 1930.
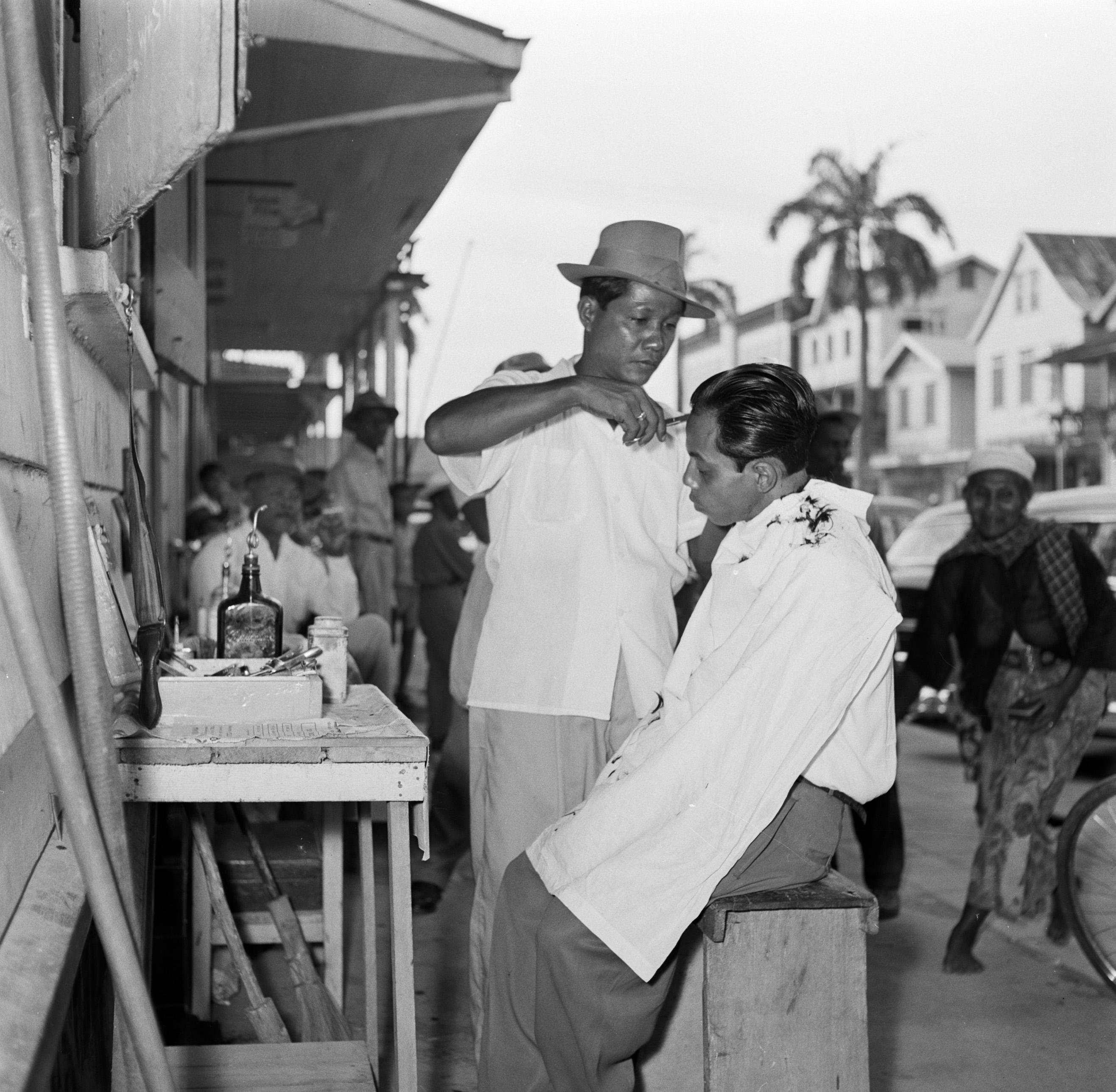
Un coiffeur en plein air et un client, dans une rue de Paramaribo dans l'ancienne Guyane néerlandaise, en 1955.
- Signe tournant à l'extérieur d'un coiffeur à Ystad 2019.

## Description

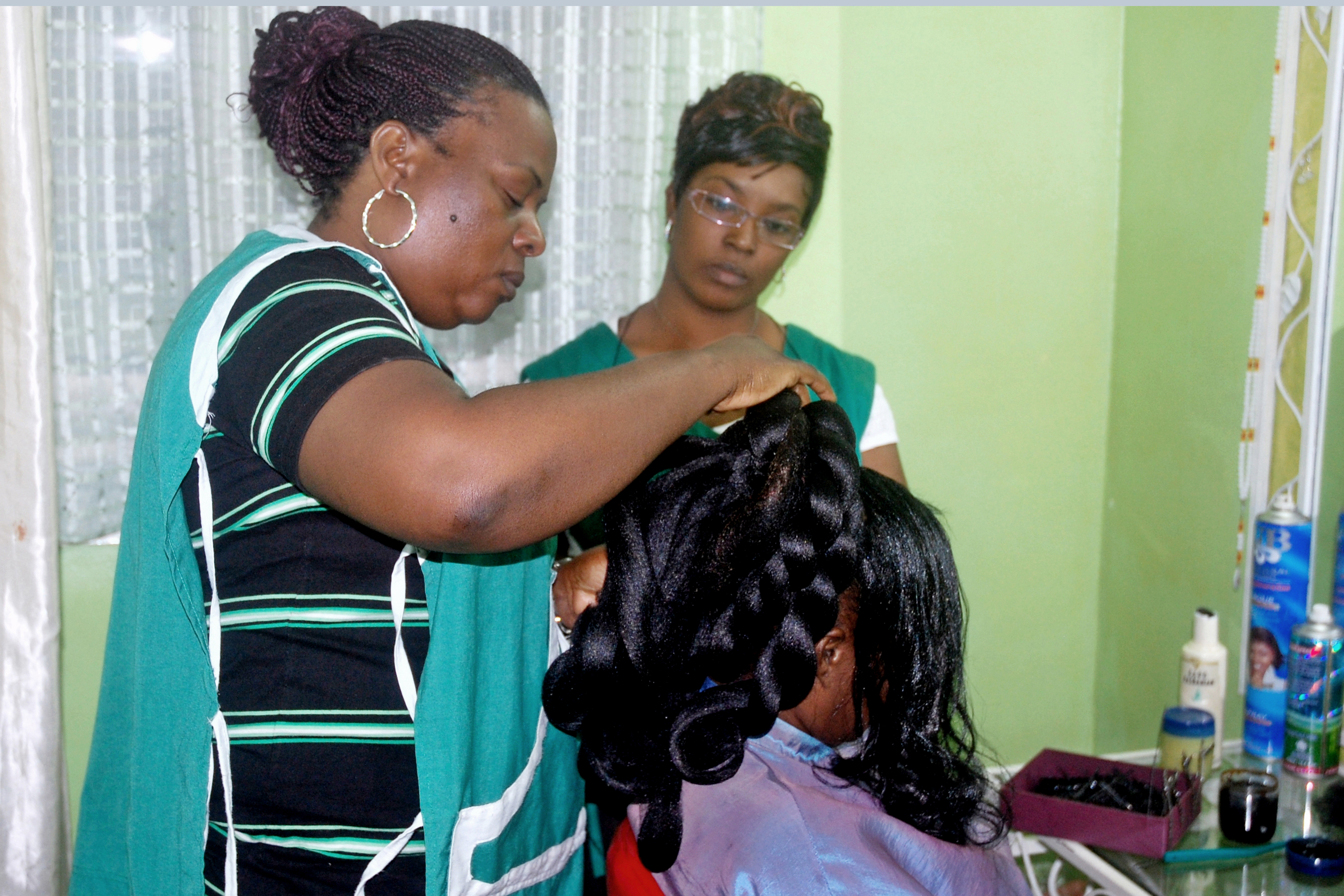
Une coiffeuse en train de coiffer une dame dans son salon de coiffure à Abidjan.

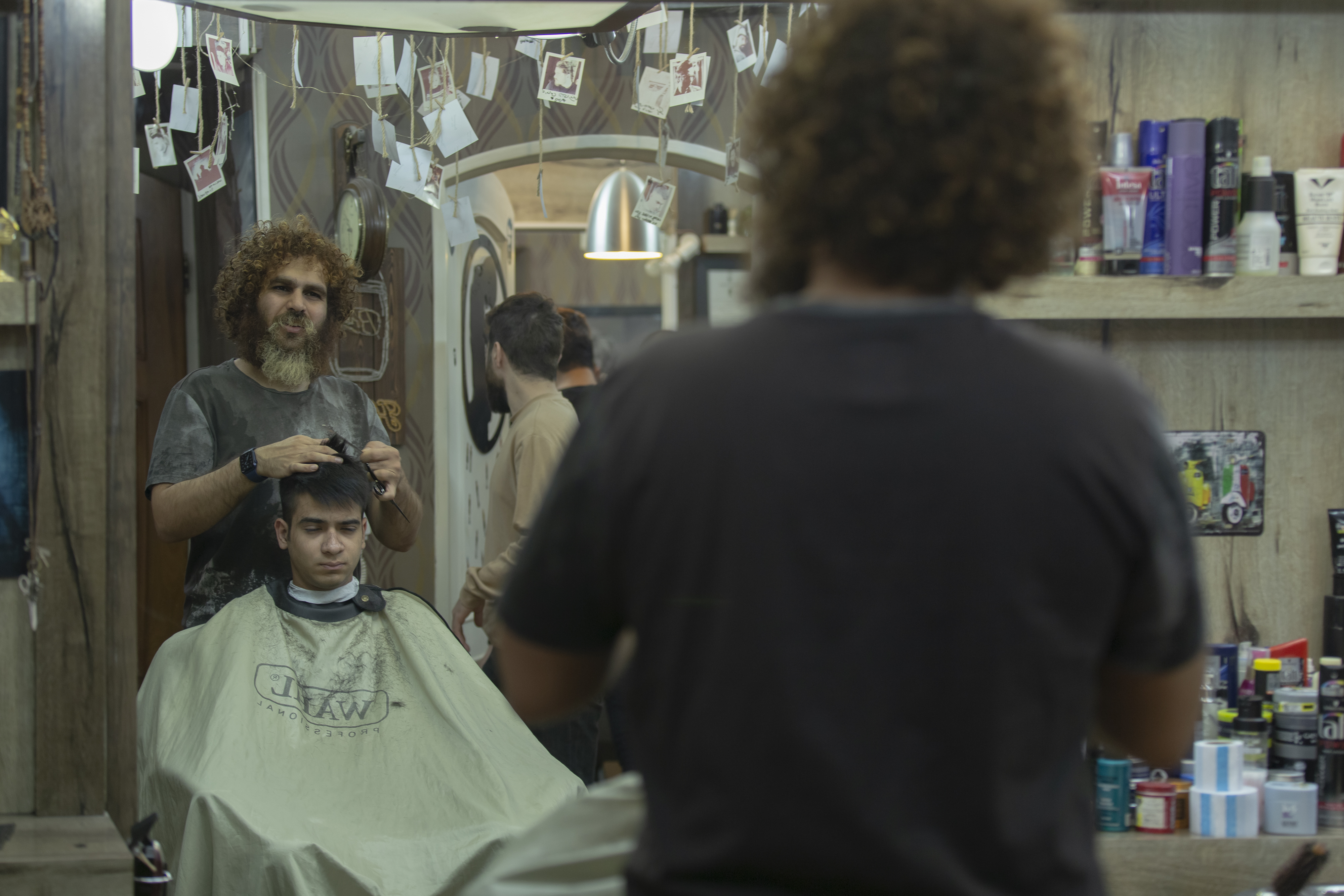
Un coiffeur en Iran.

Le coiffeur s'entretient d'abord avec son client pour lui conseiller une coupe de cheveux en fonction de ses souhaits et de ses cheveux. Puis il lui lave les cheveux, et enfin les coupe. Certaines coupes se font mieux lorsque les cheveux sont secs et d'autres mouillés. Il peut appliquer des techniques particulières comme la mise en plis, le brushing, le bouclage au fer, utiliser le lisseur pour lisser les cheveux ou faire une permanente. Le coiffeur peut prescrire, conseiller ou recommander des produits capillaires. Il est dit « visagiste » lorsqu'il étudie en priorité la forme du visage pour déterminer la coupe la plus adaptée. 
Il existe des franchises permettant aux coiffeurs indépendants de bénéficier d'une image collective, de centrales d'achat, etc. (exemples : Jean-Louis David, Jacques Dessange, Franck Provost, Saint Algue, etc.).
Les salons de coiffure différencient souvent la coupe de cheveux selon le genre (coupe homme ou coupe femme), plutôt que selon les caractéristiques des cheveux (longueur ou complexité de la coupe), les coupes pour femmes étant généralement plus chères.

### Outils
- peigne
- brosse à cheveux
- ciseaux de coiffure
- bigoudis
- rouleau de mis en plis
- fer à friser
- fer lissant
- sèche-cheveux
- séchoir casque
- Rasoir droit
- stérilisateur
- ciseau à sculpter
- pince
- aluminium
- peignoir
- serviette
- tondeuse de coupe
- tondeuse à barbe
- tondeuse de finition
- tondeuse pour nez et oreilles

### Techniques
- brushing
- permanente
- défrisant
- brûlage
- coloration d'oxydation
- coloration des cheveux
- décoloration
- décapage
- mèche de cheveux
- mise en plis
- shampooing
- balayage
- effilage au rasoir (permet de diminuer le volume)
- coupe en dégradé au ciseau (permet de diminuer le volume)

## Formation

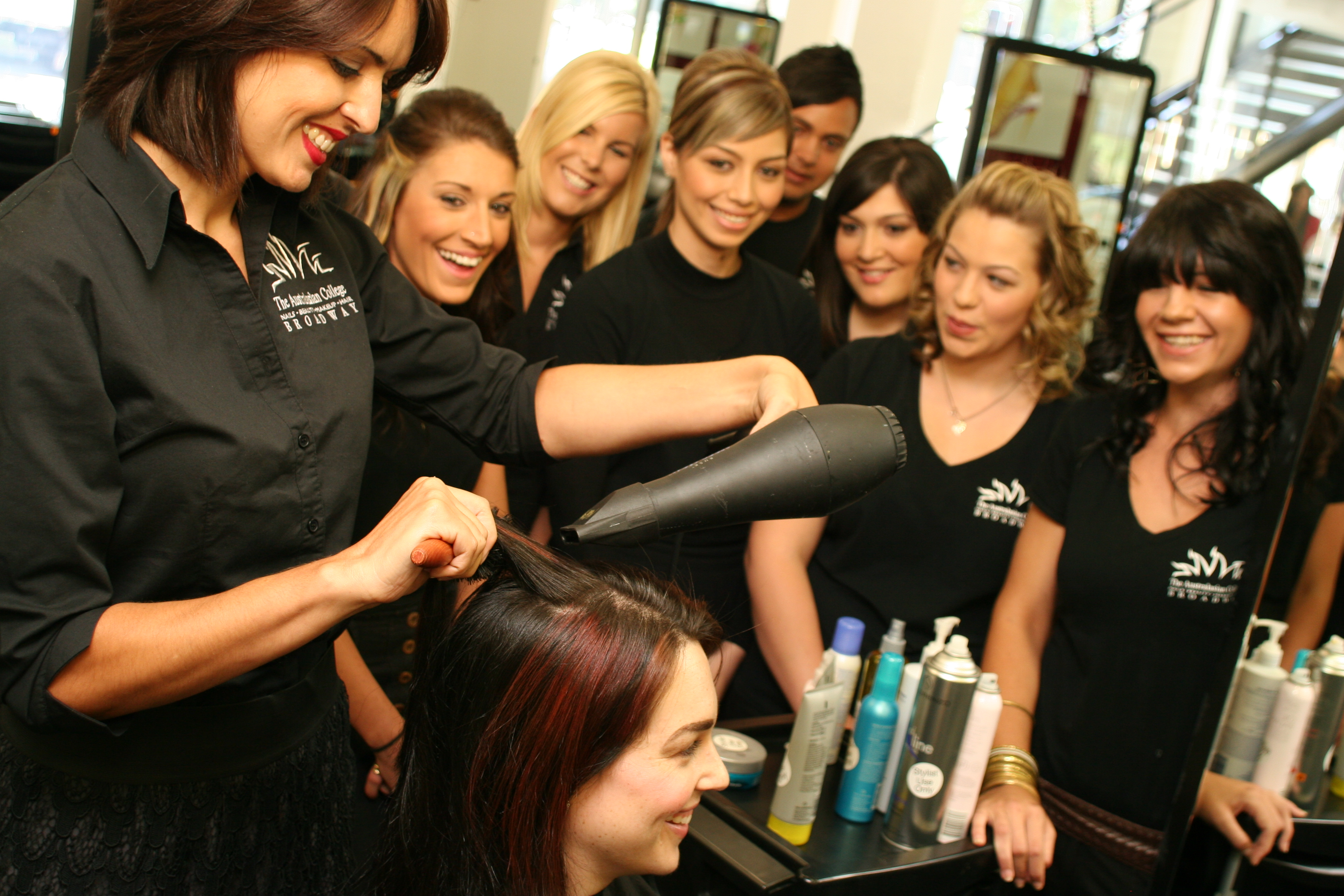
Un groupe de coiffeuses en formation à Sydney (Australie) en 2011.

- Belgique : Devenir coiffeur nécessite une Certification Par Unité de coiffeur (si effectuée dans le secondaire, 5-6 professionnel) ou de coiffeur manager (si effectuée dans le secondaire, en 7 professionnel).[réf. nécessaire]
- France : Pour devenir coiffeur, il est possible de suivre un CAP coiffure. Cette formation de deux ans peut se faire en apprentissage dans un salon de coiffure. Le brevet professionnel Brevet professionnel (BP), peut compléter un CAP et se déroule sur deux ans[6]. Le BP permet d'apprendre à gérer un salon et une équipe. Il est obligatoire pour pouvoir ouvrir son propre salon de coiffure. Il existe d'autres diplômes complémentaires à ces derniers, certains sont proposés par de grandes écoles privées dites de haute coiffure, ou tout simplement des formations proposées par des marques[7].
- Québec (Canada) : DEP en coiffure.[réf. nécessaire]
- Suisse : AFP ou CFC en coiffure[8].

## Organisation professionnelle

### France
- L'Union nationale des entreprises de coiffure : organisme de conseil et représentatif pour tous les coiffeurs (en salon, à domicile, franchises)
- Le Conseil national des entreprises de coiffure (CNEC) : syndicat représentatif de la profession
- L'Organisation mondiale de la coiffure : organisation des concours internationaux de coiffure

En 2019, 85 492 établissements proposent des prestations de coiffure en France. Deuxième secteur de l'artisanat, la coiffure représente en France un chiffre d'affaires total de 5,8 milliards d'euros. Le ticket moyen par client est de 34,80 euros en 2018.

### Québec
Au Québec, il existe une association à but non lucratif : Coiffure-Québec.

## Santé environnementale et maladies professionnelles
Les coiffeurs sont exposés à l'inhalation ou au contact cutané avec certains produits toxiques, reprotoxiques ou perturbateurs endocriniens (sachant qu'une cinquantaine de substances ont été identifiées par l’Agence nationale de sécurité du médicament et des produits de santé (ANSM) « comme potentiellement reprotoxiques et/ou perturbateurs endocriniens susceptibles d’entrer dans la composition des produits cosmétiques », pouvant impliquer des troubles de la reproduction selon une expertise conjointe, publiée fin 2016, par l'ANSM et l'INRS sur l'exposition aux produits cosmétiques et les troubles de la reproduction ; recherche sur les métiers les plus exposés aux produits cosmétiques selon la littérature scientifique, c'est-à-dire les professions de la coiffure et des soins de beauté); 
Les métiers de la coiffure exposent ainsi selon une méta-analyse récente à :
- un délai plus important pour concevoir[12] ;
- un retard de croissance intra-utérin[12] ;
- un faible poids de naissance[12] ;
- un risque cru de mortalité embryonnaire et fœtale (« lorsque sont considérées les études réalisées sans

distinction de l’âge gestationnel auquel survient la mortalité ».
L'Ansm et l'INRS ajoutent qu'en outre « les conditions de travail des coiffeuses (tels que le stress, la station debout prolongée,...) sont des facteurs susceptibles de présenter un impact sanitaire sur la reproduction », néanmoins d'autres professions (ex. : vendeuse) où la station debout est également nécessaire semblent moins à risque).
D'autres risques d'origine endocrinienne semblent possibles ou sont suspectés, mais non prouvés à ce jour : 1) prématurité pour laquelle on constate un risque légèrement accrû, mais de manière non significative statistiquement) ; 2) risques de malformations congénitales (pour les enfants de sexe masculin surtout), mais dont la part attribuable aux produits cosmétiques n’a pas pu être déterminée « en raison d’une part du faible nombre de cas rapportés dans les études disponibles et d’autre part de la diversité des malformations étudiées. Des études complémentaires s’attachant plus particulièrement aux malformations uro-génitales s’avèrent donc nécessaires ».
Ces métiers exposent aussi à divers produits probablement cancérigènes (formaldéhyde notamment). Les épidémiologistes et médecins du travail observent un risque de certains cancers accrû pour ce métier. Ainsi : 
- les coiffeuses sont plus exposées au cancer du sein que la population générale (tout comme les femmes qui utilisent des teintures capillaires permanente et/ou des produits de lissage brésilien),
- les coiffeurs sont plus exposés au cancer du poumon[14],[15]
- les coiffeurs sont plus exposés au cancer de la vessie[16],[17] (cancer également retrouvé dans l'industrie des colorants)[18].

Les coiffeurs manipulent aussi des produits contenant ou susceptibles de contenir des produits cancérigènes ; y compris parfois quand l'étiquetage du produit présente le produit comme n'en contenant pas. Ainsi l'étude d'échantillons de produits professionnels de lissage des cheveux, pris au hasard, a montré (en 2011) que des produits lisseurs pour cheveux contenaient des taux de formaldéhyde très élevés, dépassant parfois très largement les normes (jusqu'à 11,5% de certains produits de lissage brésilien à la kératine). D'autres produits n'en contenaient pas directement, mais formaient en se dégradant au contact de l'air des formaldéhydes. L'étude a conclu que même des produits étiquetés « sans formaldéhyde » pouvaient en générer en concentration atteignent ou dépassent les limites tolérables d'exposition professionnelle. Les coiffeurs y sont chroniquement exposés, or une étude a montré que les femmes (à peau noire notamment) utilisant ces produits ont un risque accru de cancer du sein
Ces métiers exposent aussi à inhaler ou toucher des allergènes Les mains étant les plus exposées, elles sont plus fréquemment touchées par des de dermatites eczématiformes.
- Ces dermatites sont généralement d'origine irritatives plutôt qu'une sensibilisation de type retardé[réf. souhaitée]. Les lésions associées sont limitées en surface et en hauteur, sans caractère franchement vésiculeux. Elles récidivent moins que les allergies (qui réapparaissent avec le contact avec de très faibles quantités de produit, surtout s'il y a eu sensibilisation ;
- Sinon, il s'agit souvent d'allergies survenant sur le dos de la main, et moins souvent sur les espaces interdigitaux. Ces allergies touchent également alors souvent la peau le poignet ou le bas de l'avant-bras. 
Elles atteignent rarement le stade aigu érythémato-œdémato-vésiculeux. Le stade subaigu ou chronique est par contre fréquent, marqué de lésions érythémateuses, plus ou moins squameuses, parfois fissuraires, sur une base légèrement indurée par un œdème donnant aux doigts un aspect gonflé ou boudiné.
La teinture pour cheveux est la cause la plus fréquente d'allergies cutanées chez les coiffeurs, surtout à cause de dérivés d'un produit interdit puis réautorisé ; la paraphénylènediamine (source d'allergies rares, mais graves, même chez des personnes ayant longtemps utilisé le produit sans problème[20]. C'est un produit par ailleurs toxique pour le rein (néphrotoxique)[21]) ; devant la paratoluylènediamine, l’hydroquinone ou les aminophénols [22].

Certains gants non talqués ou talqués peuvent aussi contenir des allergènes (latex de synthèse, résidus d'amidon utilisé pour le talcage…).

## Coiffeurs renommés
- Jean-François Autier
- Alexandre de Paris
- Jean-Louis David
- Jacques Dessange
- Laurent Philippon
- Franck Provost
- Hervé Boudon